# Leichtathletik-Weltmeisterschaften 1997/800 m der Frauen
Der 800-Meter-Lauf der Frauen bei den Leichtathletik-Weltmeisterschaften 1997 wurde vom 6. bis 9. August 1997 im Olympiastadion der griechischen Hauptstadt Athen ausgetragen.
Weltmeisterin wurde die kubanische Titelverteidigerin, Vizeweltmeisterin von 1991, Olympiazweite von 1996 und Olympiadritte von 1992 Ana Fidelia Quirot, die bei den Panamerikanischen Spielen 1987 und 1991 jeweils Doppelsiegerin über 400 und 800 Meter war. Rang zwei belegte die Russin Jelena Afanassjewa. Bronze ging an die Weltmeisterin von 1993 und Olympiadritte von 1996 Maria de Lurdes Mutola aus Mosambik, die außerdem Afrikameisterin von 1990 (hier auch über 1500 Meter) und von 1993 war.

## Bestehende Rekorde
| Weltrekord | 1:53,28 min | Jarmila Kratochvílová | München, BR Deutschland       | 26. Juli 1983  |
| WM-Rekord  | 1:54,68 min | Jarmila Kratochvílová | WM 1983 in Helsinki, Finnland | 9. August 1983 |

Auch bei diesen Weltmeisterschaften kam niemand an den bereits seit den ersten Weltmeisterschaften im Jahr 1983 bestehenden WM-Rekord heran.
Es wurden zwei Landesrekorde aufgestellt.
- 2:07,34 min – Léontine Tsiba (Republik Kongo), 1. Vorlauf am 6. August
- 2:16,74 min – Abok Shol (Sudan), 1. Vorlauf am 6. August

## Doping
Im 800-Meter-Lauf gab es einen Dopingfall.
Die im Halbfinale ausgeschiedene Russin Ljubow Zioma wurde positiv auf Doping mit Stanozolol überführt und disqualifiziert.
Leidtragende war die Inderin Rosa Kutty, die sich über ihre Zeit eigentlich für das Halbfinale qualifiziert hatte, dort jedoch nicht starten konnte, weil Ziomas positiver Dopingbefund noch nicht vorlag.

## Vorrunde
Die Vorrunde wurde in fünf Läufen durchgeführt. Die ersten beiden Athletinnen pro Lauf – hellblau unterlegt – sowie die darüber hinaus sechs zeitschnellsten Läuferinnen – hellgrün unterlegt – qualifizierten sich für das Halbfinale.

### Vorlauf 1
6. August 1997, 9:30 Uhr
| Platz | Name              | Nation         | Zeit (min) |
| ----- | ----------------- | -------------- | ---------- |
| 1     | Ludmila Formanová | Tschechien     | 2:01,46    |
| 2     | Natallja Duchnowa | Belarus        | 2:02,39    |
| 3     | Linda Kisabaka    | Deutschland    | 2:03,22    |
| 4     | Julia Sakara      | Simbabwe       | 2:03,55    |
| 5     | Öznur Dursun      | Türkei         | 2:04,62    |
| 6     | Léontine Tsiba    | Republik Kongo | 2:07,34 NR |
| 7     | Abok Shol         | Sudan          | 2:16,74 NR |
| DNS   | Malin Ewerlöf     | Schweden       |            |

### Vorlauf 2
6. August 1997, 9:37 Uhr
| Platz | Name               | Nation       | Zeit (min) |
| ----- | ------------------ | ------------ | ---------- |
| 1     | Ana Fidelia Quirot | Kuba         | 2:01,56    |
| 2     | Olena Buschenko    | Ukraine      | 2:02,00    |
| 3     | Toni Hodgkinson    | Neuseeland   | 2:02,21    |
| 4     | Jill McMullen      | USA          | 2:06,16    |
| 5     | Theoni Kostopoulou | Griechenland | 2:07,32    |
| 6     | Jolanda Batagelj   | Slowenien    | 2:10,97    |
| 7     | Adama Njie         | Gambia       | 2:13,50    |

### Vorlauf 3
6. August 1997, 9:44 Uhr
| Platz | Name                | Nation      | Zeit (min)                                     |
| ----- | ------------------- | ----------- | ---------------------------------------------- |
| 1     | Letitia Vriesde     | Suriname    | 2:00,92                                        |
| 2     | Stella Jongmans     | Niederlande | 2:01,06                                        |
| 3     | Rosa Kutty          | Indien      | 2:02,22 eigentlich für das Finale qualifiziert |
| 4     | Kathy Rounds        | USA         | 2:03,33                                        |
| 5     | Dawn Sewer-Williams | Dominica    | 2:03,35                                        |
| 6     | Natalia Al Farran   | Libanon     | 2:18,11                                        |
| 7     | Donata Mutegwamaso  | Ruanda      | 2:25,07                                        |
| DOP   | Ljubow Zioma        | Russland    | für das Halbfinale zugelassen                  |

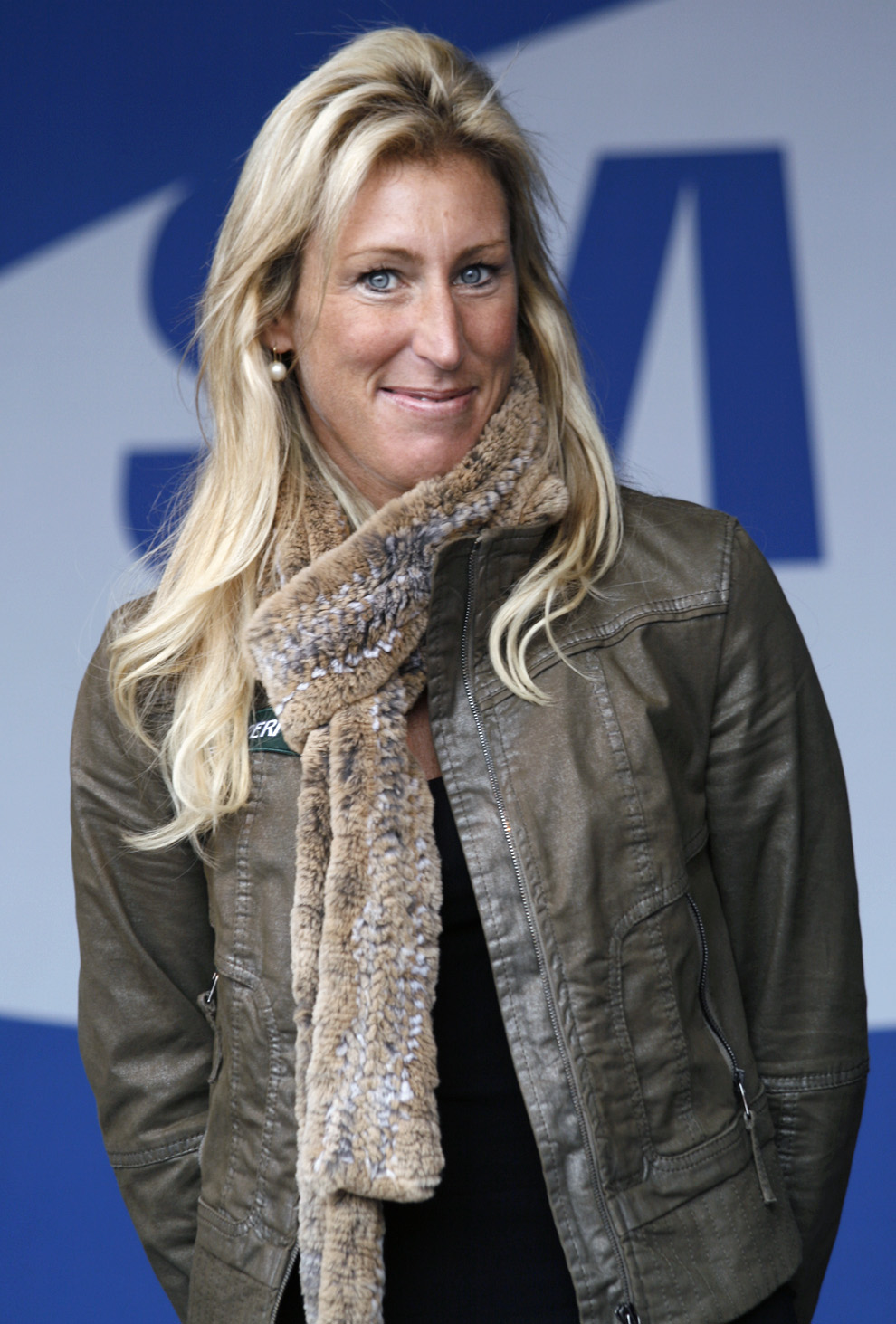
Stephanie Graf (Foto: 2008), spätere Olympia- und WM-Medaillengewinnerin, schied als Fünfte ihres Vorlaufs aus
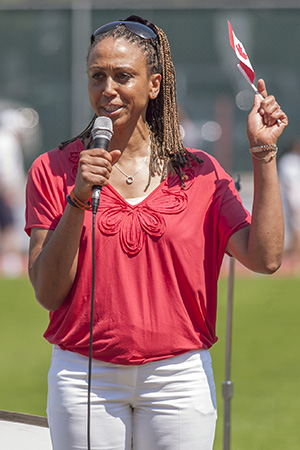
Charmaine Crooks (hier im Jahr 2013) erreichte mit ihrem sechsten Rang im vierten Vorlauf nicht das Halbfinale

### Vorlauf 4
6. August 1997, 9:58 Uhr
| Platz | Name                   | Nation        | Zeit (min) |
| ----- | ---------------------- | ------------- | ---------- |
| 1     | Maria de Lurdes Mutola | Mosambik      | 2:00,88    |
| 2     | Joetta Clark           | USA           | 2:01,15    |
| 3     | Petya Strashilova      | Bulgarien     | 2:01,49    |
| 4     | Nouria Mérah-Benida    | Algerien      | 2:01,54    |
| 5     | Stephanie Graf         | Österreich    | 2:02,52    |
| 6     | Charmaine Crooks       | Kanada        | 2:02,84    |
| 7     | Yaznee Nasheeda        | Malediven     | 2:36,18    |
| DNS   | Alberta Cape           | Guinea-Bissau |            |

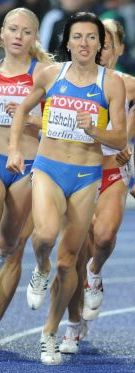
Ihr fünfter Platz im letzten Vorlauf reichte Iryna Lischtschynska nicht zur Halbfinalteilnahme

### Vorlauf 5
6. August 1997, 9:58 Uhr
| Platz | Name                 | Nation     | Zeit (min) |
| ----- | -------------------- | ---------- | ---------- |
| 1     | Jelena Afanassjewa   | Russland   | 2:00,12    |
| 2     | Luciana Mendes       | Brasilien  | 2:00,89    |
| 3     | Hasna Benhassi       | Marokko    | 2:01,56    |
| 4     | Małgorzata Rydz      | Polen      | 2:01,68    |
| 5     | Iryna Lischtschynska | Ukraine    | 2:03,56    |
| 6     | Monika Kinnunen      | Finnland   | 2:04,11    |
| 7     | Monica Randi         | San Marino | 2:16,00    |

## Halbfinale
In den beiden Halbfinalläufen qualifizierten sich die jeweils ersten vier Athletinnen – hellblau unterlegt – für das Finale.

### Halbfinallauf 1

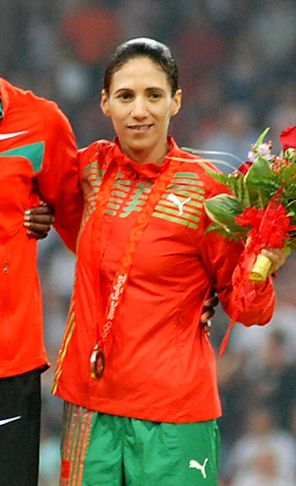
Als Siebte ihres Halbfinallaufs erreichte Hasna Benhassi nicht das Finale

7. August 1997, 19:50 Uhr
| Platz | Name                   | Nation      | Zeit (min) |
| ----- | ---------------------- | ----------- | ---------- |
| 1     | Maria de Lurdes Mutola | Mosambik    | 1:57,49    |
| 2     | Jelena Afanassjewa     | Russland    | 1:59,05    |
| 3     | Stella Jongmans        | Niederlande | 1:59,32    |
| 4     | Joetta Clark           | USA         | 1:59,34    |
| 5     | Luciana Mendes         | Brasilien   | 1:59,45    |
| 6     | Olena Buschenko        | Ukraine     | 2:02,62    |
| 7     | Hasna Benhassi         | Marokko     | 2:03,70    |
| 8     | Małgorzata Rydz        | Polen       | 2:05,00    |

### Halbfinallauf 2
7. August 1997, 20:00 Uhr
| Platz | Name                | Nation     | Zeit (min) |
| ----- | ------------------- | ---------- | ---------- |
| 1     | Ana Fidelia Quirot  | Kuba       | 1:59,37    |
| 2     | Letitia Vriesde     | Suriname   | 1:59,62    |
| 3     | Ludmila Formanová   | Tschechien | 1:59,71    |
| 4     | Toni Hodgkinson     | Neuseeland | 2:00,25    |
| 5     | Natallja Duchnowa   | Belarus    | 2:00,91    |
| 6     | Nouria Mérah-Benida | Algerien   | 2:01,08    |
| 7     | Petya Strashilova   | Bulgarien  | 2:01,44    |
| DOP   | Ljubow Zioma        | Russland   |            |

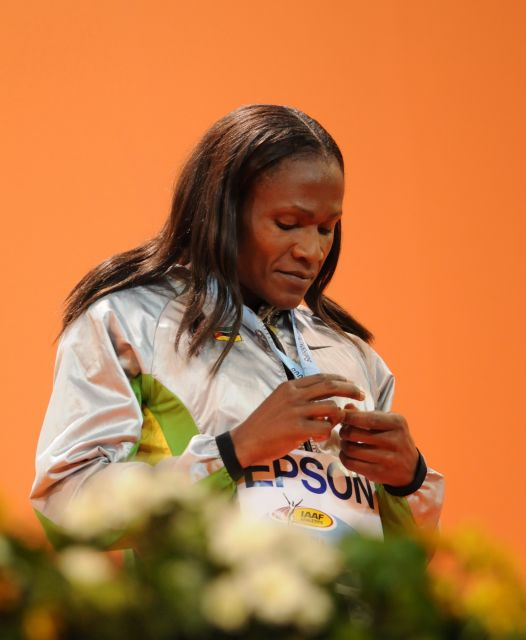
Bronze gab es diesmal für die Weltmeisterin von 1993 und Olympiadritte von 1996 Maria Mutola
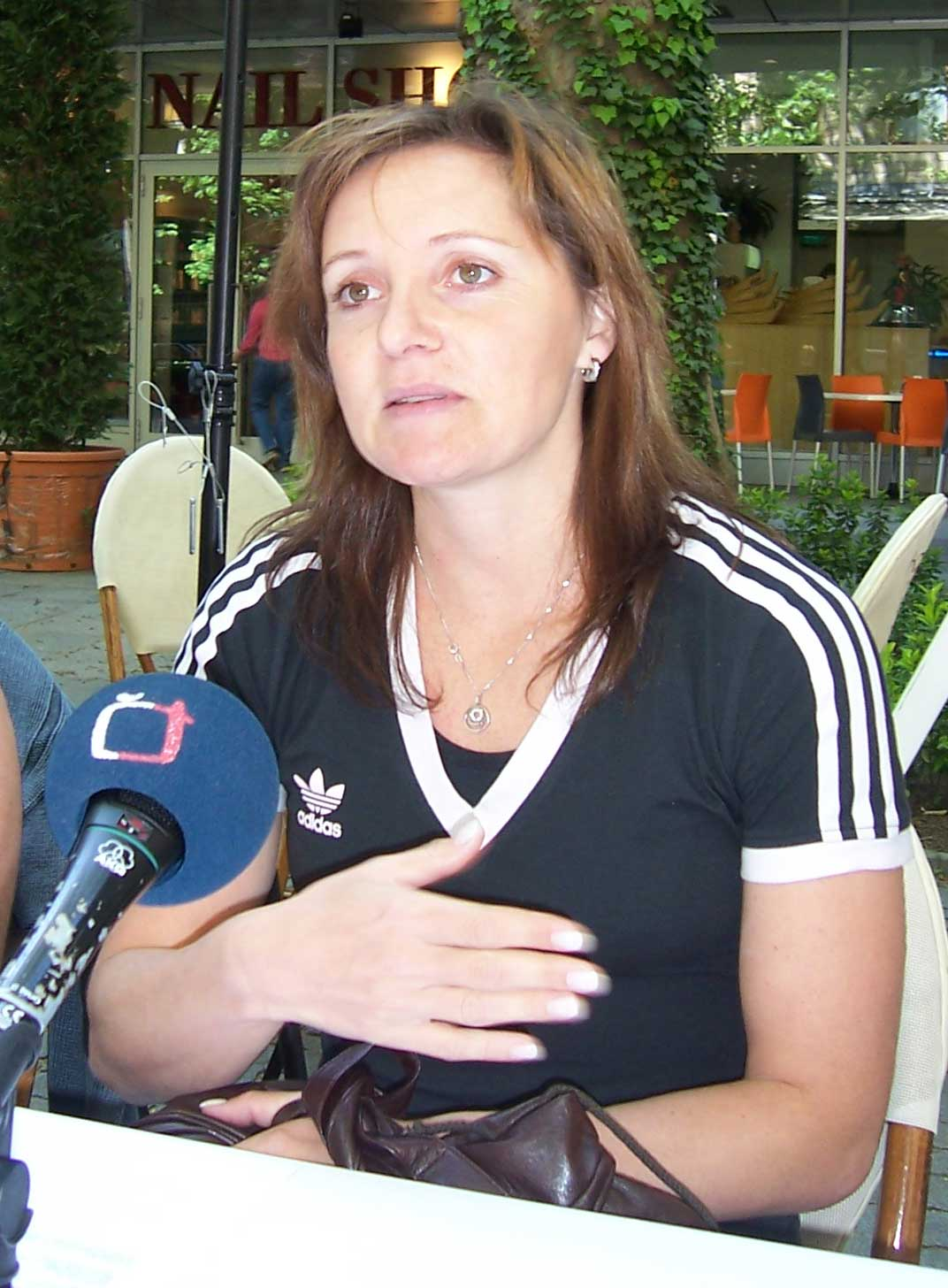
Ludmila Formanová erreichte Platz fünf

## Finale
9. August 1997, 18:10 Uhr
| Platz | Name                   | Nation      | Zeit (min) |
| ----- | ---------------------- | ----------- | ---------- |
| 1     | Ana Fidelia Quirot     | Kuba        | 1:57,14    |
| 2     | Jelena Afanassjewa     | Russland    | 1:57,56    |
| 3     | Maria de Lurdes Mutola | Mosambik    | 1:57,59    |
| 4     | Letitia Vriesde        | Suriname    | 1:58,12    |
| 5     | Ludmila Formanová      | Tschechien  | 1:59,52    |
| 6     | Toni Hodgkinson        | Neuseeland  | 2:00,40    |
| 7     | Joetta Clark           | USA         | 2:02,05    |
| 8     | Stella Jongmans        | Niederlande | 2:05,50    |

## Video
- Uncut - 800m Women Final Athens 1997 auf youtube.com, abgerufen am 28. Juni 2020